# Oliver Hazard Perry Morton
Oliver Hazard Perry Throck Morton dit Oliver P. Morton (4 août 1823 - 1er novembre 1887), était un homme politique républicain de l'Indiana. Il fut le 14e gouverneur de l'Indiana, alors que la Guerre de Sécession faisait rage ; il fut un fidèle allié du président Abraham Lincoln durant le conflit. 

## Biographie
Pendant la guerre, Morton supprima l'Assemblée générale de l'Indiana, qui était contrôlée par les Démocrates ; il excéda les pouvoirs que lui octroyait la constitution de l'Indiana en faisant appel à la milice sans l'assentiment législatif et en finançant le gouvernement de l'État grâce à des prêts fédéraux et privés non approuvés. Il fut également critiqué pour l'arrestation et la détention d'adversaires politiques et de personnes suspectées d'être des sympathisants de la cause confédérée.
Pendant son deuxième mandat de gouverneur, après avoir été partiellement paralysé par une attaque, il fut élu au Sénat des États-Unis. Il fut un chef du groupe des Républicains radicaux durant la Reconstruction après la guerre de Sécession, votant notamment de nombreuses lois visant à punir et à réformer les anciens États de la Confédération. En 1877, pendant son deuxième mandat de sénateur, Morton subit une deuxième attaque, qui causa une détérioration rapide de sa santé ; il mourut plus tard cette année-là. Son décès fut déploré à l'échelle nationale ; des milliers de personnes vinrent lui rendre hommage au cours de ses funérailles ; il fut enterré dans le Crown Hill Cemetery d'Indianapolis.